# Roseateles terrae
Roseateles terrae es una bacteria gramnegativa del género Roseateles. Fue descrita en el año 2008. Su etimología hace referencia a suelo. Es aerobia y móvil por flagelo polar. Tiene un tamaño de 0,5 μm de ancho por 2 μm de largo. Forma colonias circulares, convexas y no pigmentadas. Catalasa y oxidasa positivas. Temperatura de crecimiento entre 10-37 °C. Se ha aislado de suelos en Japón. 